# 松山市立高浜小学校
松山市立高浜小学校（まつやましりつたかはましょうがっこう）は、愛媛県松山市にある公立小学校。

## 沿革
- 1874年（明治7年）1月 - 岩子小学校新設（新浜村字石風呂）
- 1890年（明治23年）5月 - 新浜簡易小学校と改称
- 1901年（明治34年）7月 - 新浜尋常高等小学校と改称
- 1928年（昭和3年）5月 - 北木造校舎四教室落成
- 1931年（昭和6年）4月 - 校旗制定
- 1936年（昭和11年）3月 - 講堂新築
- 1937年（昭和12年）5月 - 温泉郡三津浜町新浜尋常高等小学校と改称
- 1938年（昭和13年）4月 - 高浜尋常高等小学校と改称
- 1940年（昭和15年）8月 - 松山市高浜尋常高等小学校と改称
- 1941年（昭和16年）2月 - 松山市高浜国民学校と改称
- 1947年（昭和22年）4月 - 松山市立高浜小学校と改称
- 1958年（昭和33年）7月 - 鉄筋コンクリート3階の西校舎落成
- 1967年（昭和42年）3月 - 校歌制定
- 1971年（昭和46年）3月 - 鉄筋コンクリート3階の東校舎落成
- 1973年（昭和48年）2月 - 体育館落成
- 1975年（昭和50年）12月 - プール竣工
- 1980年（昭和55年）3月 - 鉄筋コンクリート3階の管理棟落成（普通教室5）
- 1982年（昭和57年）8月 - 西校舎改築工事完工
- 1987年（昭和62年）8月 - 西校舎内部改装工事の完成
- 1991年（平成3年）9月 - 東校舎改築工事の完工
- 1992年（平成4年）8月 - 体育館の改築
- 1995年（平成7年）3月 - 北校舎増築、東門改修
- 2006年（平成18年）2月 - 本館大改修及び西校舎対震補強工事終了
- 2009年（平成21年）3月 - 体育館耐震化工事竣工
- 2010年（平成22年）4月 - 小中連携・一貫教育の研究指定

## 通学区域
- 松山市
  - 石風呂町、新浜町、高浜町1〜6丁目、梅津寺町、松ノ木1〜2丁目、港山町

## 進学先中学校
卒業生は基本的に松山市立高浜中学校に進学する

## 周辺
- 松山市立高浜中学校
- 梅津寺パーク（2009年3月閉園）

## アクセス
- 伊予鉄道高浜線 梅津寺駅から北へ100m